# Pizzo Centrale
Pizzo Centrale är en bergstopp i Schweiz.   Den ligger i distriktet Leventina och kantonen Ticino, i den centrala delen av landet, 100 km öster om huvudstaden Bern. Toppen på Pizzo Centrale är 2 999 meter över havet, eller 891 meter över den omgivande terrängen. Bredden vid basen är 7,9 km.
Terrängen runt Pizzo Centrale är bergig åt sydväst, men åt nordost är den kuperad. Runt Pizzo Centrale är det glesbefolkat, med 17 invånare per kvadratkilometer.. Närmaste större samhälle är Airolo, 5,5 km söder om Pizzo Centrale. 
Trakten runt Pizzo Centrale består i huvudsak av gräsmarker.